# Columnea vinacea
Columnea vinacea är en tvåhjärtbladig växtart som beskrevs av Conrad Vernon Morton. Columnea vinacea ingår i släktet Columnea och familjen Gesneriaceae. Inga underarter finns listade i Catalogue of Life.